# Шестопалов Володимир Мусійович
Володимир Мусійович Шестопа́лов (21 травня 1938, Шевченкове Перше, УРСР, СРСР — 12 лютого 2001, Харків, Україна) — український актор. Народний артист Української РСР (1987).

## Біографія
Народився 21 травня 1938 року в селі Шевченкове Перше Вовчанського району Харківської області УРСР. 1961 року закінчив Харківський театральний інститут, де навчався зокрема у Івана Мар'яненка, Олексія Глаголіна. З цього ж року в Харківському українському драматичному театрі імені Тараса Шевченка.
З 1991 по 2001 рік очолював Харківське міжобласне відділення Національної спілки театральних діячів України. Помер у Харкові 12 лютого 2001 року.

## Творчість
зіграв ролі
- Федір Бур'янов («Не стріляйте у білих лебедів» Бориса Васильєва);
- Шпак («Шельменко-денщик» Григорія Квітки-Основ'яненка);
- Хома Кичатий («Назар Стодоля» Тараса Шевченка);
- Софрон («Маруся Богуславка» Михайла Старицького);
- Іларіон, Гуска («97», «Отак загинув Гуска», Миколи Куліша);
- Остап («Тарас Бульба» за Миколою Гоголем);
- Бран («Тригрошова опера», Бертольта Брехта);
- сер Тобі Белчев («Дванадцята ніч» Вільяма Шекспіра).

Поставив кілька вистав за п'єсами Віктора Розова, Ежена Лабіша, Григорія Квітки-Основ'яненка, Дмитра Ленського.

## Вшанування пам'яті

меморіальна дошка

2009 року в Харкові, за адресою Конституції площа, 20, де з 1971 по 2001 рік жив актор, встановлено меморіальну дошку. Скульптор Сейфаддін Гурбанов.